# Gelali, Kermanshah
Gelali (în persană گلالي, de asemenea, romanizat ca Gelālī) este un sat din districtul rural Baladarband, în districtul central al Shahrestānului Kermanshah, provincia Kermanshah, Iran. La recensământul din 2006, populația sa era de 187 de locuitori, în 41 de familii.